# 中国人民解放军陆军特色医学中心
中国人民解放军陆军特色医学中心（英語：Army Medical Center of PLA），对外称大坪医院，位于中国重庆市渝中区大坪长江支路10号，隶属中国人民解放军陆军军医大学。

## 简介
大坪医院的前身是1951年在重庆成立的中国人民解放军西南军区直属第一门诊部。1955年6月，改为中国人民解放军总后勤部驻重庆办事处门诊部。1957年8月，改为中国人民解放军第七军医大学大坪门诊部。1959年12月，改为中国人民解放军第七军医大学第三附属医院，对外称大坪医院。1969年11月，改为中国人民解放军第四军医大学大坪医院。1975年9月，改为中国人民解放军第三军医大学第三附属医院。2017年，改为中国人民解放军陆军军医大学第三附属医院。
野战外科研究所的前身是1952年4月在上海成立的中国人民解放军军事医学科学院实验外科系。1958年5月迁到北京。1962年6月，在北京改为中国人民解放军军事医学科学院野战外科研究所。1963年3月迁到重庆。1965年11月，改为中国人民解放军第七军医大学野战外科研究所。1969年10月，在重庆改为中国人民解放军军事医学科学院野战外科研究所。
1978年1月，经中国人民解放军总后勤部党委批准，将第三军医大学第三附属医院和军事医学科学院野战外科研究所两个正师级单位合并。1978年2月，大坪医院、野战外科研究所在重庆合并为大坪医院·野战外科研究所。
大坪医院·野战外科研究所在战创伤医学、军事交通医学、卫生装备研发、眼科、胸外科、神经内科等学科的综合实力位居中华人民共和国国内前列。